# アンデルソン・ルコキ
- アンダーソン・ルコキ

アンデルソン＝レンダ・ルコキ（Anderson-Lenda Lucoqui, 1997年7月6日 - ）は、ドイツ・ラインラント＝プファルツ州ツヴァイブリュッケン出身のサッカー選手。2.ブンデスリーガ・ヘルタ・ベルリン所属。アンゴラ代表。ポジションはDF。

## クラブ経歴
バイエル・レバークーゼンや1.FCケルンなどのユースチームを経て、2014年にフォルトゥナ・デュッセルドルフのユースチームに入団。2016年にチームIIに昇格。2016-17シーズン途中に2部リーグで闘っていたトップチームに昇格。同シーズンはトップチームで3試合に出場。翌2017-18シーズンは、チームは2部リーグで優勝したものの、ルコキ自身はトップチーム不出場で終了。
2018年8月31日、アルミニア・ビーレフェルトと4年契約を締結。加入1年目の2018-19シーズンは2部リーグで17試合に出場したものの、翌2019-20シーズンは、チームは2部リーグで優勝し、ブンデスリーガ復帰を果たしたものの、ルコキ自身は4試合の出場にとどまった。翌2020-21シーズンは初のトップリーグで21試合に出場し、ブンデスリーガ残留に貢献。
2021年5月26日、1.FSVマインツ05と3年契約を締結した。
2023年7月25日、ヘルタ・ベルリンに移籍した。

## 代表経歴
ドイツ出身ながら代表はアンゴラ代表でプレー。2020年10月13日のモザンビーク戦で代表デビューを果たした。